# Гельмингер, Лаврентий
Лаврентий (Лоренс) Гельмингер (1757—1817) — австрийский музыкант, гобоист придворного оркестра.

## Биография
Лоренс Гельмингер родился в 1757 году в городе Вене.
В 1800 году он приехал в столицу России и поступил на службу в дирекцию Императорских театров Российской империи с жалованьем в 800 рублей.
С 1802 года и до самой смерти он состоял действительным членом Санкт-Петербургского филармонического общества.
Лаврентий Гельмингер умер 17 января 1817 года в городе Санкт-Петербурге.